# پونور (نرسکایا)
پونور (انگلیسی: Ponor) یک رودخانه در استان مسکو کشور روسیه است..